# Oligodon semicinctus
Oligodon semicinctus este o specie de șerpi din genul Oligodon, familia Colubridae, descrisă de Wilhelm Peters în anul 1862. Conform Catalogue of Life specia Oligodon semicinctus nu are subspecii cunoscute.